# José Agosto
Beppe Vincente "Pepito" Agosto (Buenos Aires, 22 gennaio 1914 – Torino, 7 luglio 1957) è stato un calciatore argentino, di ruolo centrocampista.

## Carriera
Cresce calcisticamente nei Balon Boys, arriva giovanissimo in Italia, sfruttando la legislazione sui cosiddetti rimpatriati e viene inserito nell'organico delle giovanili del Torino. 
Debuttò nel massimo campionato italiano a 18 anni con la maglia del Torino, il 22 maggio 1932 alla trentesima giornata di Serie A in Torino-Roma (2-1), e collezionò la seconda presenza all'ultima giornata in Alessandria-Torino (1-1).
Nel 1935 indossa la maglia del Livorno, con la quale scese in campo 15 volte in un campionato che vide la formazione labronica classificarsi al terzo posto, sfiorando la promozione in Serie A.
Nella stagione 1936-37 venne tesserato dalla Lazio, con la quale però non vide mai il campo al punto che il 9 febbraio 1937 raccolse l'invito di Raimundo Orsi e Carlos Volante e tornò in patria militando tra le file del Gimnasia La Plata.
Nel 1938 fece di nuovo ritorno a Torino, stavolta per giocare in Serie C con il GS Fiat Torino.

## Statistiche

### Presenze e reti nei club
Statistiche aggiornate al 7 febbraio 1937.
| Stagione                 | Squadra                  | Campionato               | Campionato | Campionato | Coppe nazionali | Coppe nazionali | Coppe nazionali | Coppe continentali | Coppe continentali | Coppe continentali | Altre coppe | Altre coppe | Altre coppe | Totale | Totale |
| Stagione                 | Squadra                  | Comp                     | Pres       | Reti       | Comp            | Pres            | Reti            | Comp               | Pres               | Reti               | Comp        | Pres        | Reti        | Pres   | Reti   |
| ------------------------ | ------------------------ | ------------------------ | ---------- | ---------- | --------------- | --------------- | --------------- | ------------------ | ------------------ | ------------------ | ----------- | ----------- | ----------- | ------ | ------ |
| 1931-1932                | Torino                   | A                        | 2          | 0          | -               | -               | -               | -                  | -                  | -                  | -           | -           | -           | 2      | 0      |
| 1932-1933                | Torino                   | A                        | 0          | 0          | -               | -               | -               | -                  | -                  | -                  | -           | -           | -           | 0      | 0      |
| 1933-1934                | Torino                   | A                        | 0          | 0          | -               | -               | -               | -                  | -                  | -                  | -           | -           | -           | 0      | 0      |
| 1934-1935                | Torino                   | A                        | 8          | 0          | -               | -               | -               | -                  | -                  | -                  | -           | -           | -           | 8      | 0      |
| Totale Torino            | Totale Torino            | Totale Torino            | 10         | 0          |                 | 0               | 0               |                    |                    |                    |             |             |             | 10     | 0      |
| 1935-1936                | Livorno                  | B                        | 15         | 0          | -               | -               | -               | -                  | -                  | -                  | -           | -           | -           | 15     | 0      |
| 1936-1937                | Lazio                    | A                        | 0          | 0          | CI              | 0               | 0               | CEC                | 0                  | 0                  | -           | -           | -           | 0      | 0      |
| 1937                     | Gimnasia (LP)            | PD                       | ?          | ?          | -               | -               | -               | -                  | -                  | -                  | -           | -           | -           | ?      | ?      |
| 1938                     | Gimnasia (LP)            | PD                       | ?          | ?          | -               | -               | -               | -                  | -                  | -                  | -           | -           | -           | ?      | ?      |
| Totale Gimnasia La Plata | Totale Gimnasia La Plata | Totale Gimnasia La Plata | ?          | ?          |                 | 0               | 0               |                    |                    |                    |             |             |             | ?      | ?      |
| 1938-1939                | Gruppo Sportivo FIAT     | C                        | ?          | ?          | -               | -               | -               | -                  | -                  | -                  | -           | -           | -           | ?      | ?      |
| Totale carriera          | Totale carriera          | Totale carriera          | ?          | ?          |                 | 0               | 0               |                    | 0                  | 0                  |             |             |             | ?      | ?      |